# Wat de Surinaamse pot schaft
Wat de Surinaamse Pot Schaft is een novelle en een kookboek in een van de Surinaamse schrijfster Diana Dubois, verschenen in 2007. 

## Verhaal
Het hoofdpersonage Nadia, van Surinaams-Nederlandse afkomst, leidt een Surinaams cateringbedrijf, Nadia’s Toko Noir, en krijgt een grote order binnen. Het lukt haar niet alle gerechten alleen te maken en ze doet een beroep op haar vriendinnen. De vrouwen zijn alle in de dertig en voeren openhartige gesprekken over hun liefdesperikelen die voor lachwekkende en treurige momenten zorgen.
Vanaf het halen van de boodschappen tot aan het koken van de gerechten zijn er terugblikken van elk personage. Nadia wordt voordat ze de deur uit gaat om boodschappen te doen, gebeld door haar minnaar Paul, die de relatie tussen hen verbreekt, omdat hij bang is dat zij gevoelens voor hem aan het krijgen is. Zo wordt er per geïntroduceerde vrouw een blik geworpen op haar leven. Maureen heeft een affaire gehad met een getrouwde man, met wie ze de relatie uiteindelijk zelf verbroken heeft. Mavis, de enige lesbische vrouw in de groep, deelt met de lezer haar onaangename ervaring die ze heeft opgedaan tijdens een internetdate. Ella, een van Nadia’s oudste vriendinnen, is een ongehuwde moeder met twee kinderen, die een affaire met een van de leerlingen van haar school heeft. Catharina, een ongelukkige gehuwde vrouw, zoekt haar heil bij verschillende mannen. 
De vrouwen bereiden een aantal gerechten uit de Surinaamse keuken, waarvan de recepten in het boek te vinden zijn.

## Recepten
Het receptengedeelte bestaat uit tweeënvijftig gerechten met daarbij een vermelding van de herkomst van het gerecht. Het is verluchtigd met illustraties van producten die veel gebruikt worden in de Surinaamse keuken, zoals zoutvlees, kwikwi en antruwa.